# Rainbow (album của Mariah Carey)
Rainbow là album phòng thu thứ bảy của ca sĩ kiêm sáng tác nhạc người Mỹ Mariah Carey, phát hành ngày 2 tháng 11 năm 1999 bởi Columbia Records. Đĩa nhạc là sự tiếp nối cho những chuyển biến về mặt hình ảnh và phong cách âm nhạc mang hơi hướng urban đương đại được Carey bắt đầu từ album phòng thu trước Butterfly (1997). Rainbow là một bản thu âm R&B chịu nhiều ảnh hưởng của hip hop, trong đó nữ ca sĩ chủ yếu hợp tác với bộ đôi nhà sản xuất Jimmy Jam and Terry Lewis, người thay thế cộng tác viên quen thuộc từng làm việc với cô xuyên suốt suốt thập niên 1990 Walter Afanasieff. Cô cũng hợp tác với một loạt nhà sản xuất khác nhau, bao gồm James Wright, David Foster, Jermaine Dupri, Bryan-Michael Cox, DJ Clue và Steve Mac. Sau khi ly hôn với chồng cũ và cũng là giám đốc điều hành của Sony Music Tommy Mottola, Carey bắt đầu tham gia nhiều hơn vào quá trình phát triển định hướng album và hợp tác với một số nghệ sĩ hip-hop như Jay-Z, Snoop Dogg, Master P, Mystikal và những nữ rapper Da Brat và Missy Elliott, bên cạnh sự tham gia góp giọng của Joe, Usher và nhóm nhạc nam 98 Degrees.
Nội dung ca từ của Rainbow phản ánh những cảm xúc Carey trải qua trong cuộc sống cá nhân, đề cập đến những chủ đề về tình yêu, nỗi đau, niềm tin và những trải nghiệm thời thơ ấu. Ngoài ra, cô cũng hát lại đĩa đơn năm 1984 "Against All Odds (Take a Look at Me Now)" của Phil Collins. Sau khi phát hành, album nhận được những phản ứng tích cực từ giới phê bình, trong đó họ đánh giá cao sự kết hợp với R&B và hip hop trong âm nhạc của nữ ca sĩ, cũng như ghi nhận bản sắc thực sự của cô dưới tư cách một nghệ sĩ. Đĩa nhạc cũng gặt hái những thành công lớn về mặt thương mại, đứng đầu bảng xếp hạng tại Pháp và lọt vào top 10 ở nhiều quốc gia khác, bao gồm vươn đến top 5 ở những thị trường lớn như Úc, Áo, Canada, Hà Lan, Đức, Nhật Bản và Thụy Sĩ. Rainbow ra mắt ở vị trí thứ hai trên bảng xếp hạng Billboard 200 tại Hoa Kỳ với 323,000 bản, trở thành album thứ chín của Carey vươn đến top 10 và đánh dấu doanh số tuần đầu cao nhất của cô lúc bấy giờ, nhưng lại là đĩa nhạc không phải dịp lễ đầu tiên kể từ Emotions (1991) không đạt ngôi vị quán quân tại đây. Tính đến nay, album đã bán được hơn tám triệu bản trên toàn cầu.
Bốn đĩa đơn đã được phát hành từ Rainbow. "Heartbreaker" được chọn làm đĩa đơn mở đường và vươn đến top 10 ở nhiều quốc gia, đồng thời đạt vị trí số một trên bảng xếp hạng Billboard Hot 100. Đĩa đơn tiếp theo "Thank God I Found You" cũng đứng đầu tại Hoa Kỳ và giúp Carey lập kỷ lục là nghệ sĩ có đĩa đơn quán quân trong nhiều năm liên tiếp nhất trong lịch sử. Đĩa đơn mặt A đôi "Crybaby" và "Can't Take That Away (Mariah's Theme)" trở thành tâm điểm của một cuộc đấu tranh công khai giữa nữ ca sĩ và Sony Music, sau những cáo buộc về kế hoạch quảng bá hời hợt của hãng đĩa. Carey phát hành song song bản hát đơn lẫn bản thu âm lại với Westlife cho "Against All Odds (Take a Look at Me Now)" làm đĩa đơn và đạt ngôi vị đầu bảng tại Ireland, Scotland và Vương quốc Anh. Để quảng bá album, nữ ca sĩ trình diễn trên nhiều chương trình truyền hình và lễ trao giải lớn, như The Oprah Winfrey Show, Today, giải thưởng Âm nhạc MTV Châu Âu năm 1999, giải thưởng Âm nhạc Mỹ năm 2000 và ra mắt chương trình truyền hình đặc biệt The Mariah Carey Homecoming Special trên Fox, cũng như thực hiện chuyến lưu diễn Rainbow World Tour.

## Danh sách bài hát
| Rainbow – Phiên bản tiêu chuẩn | Rainbow – Phiên bản tiêu chuẩn                                         | Rainbow – Phiên bản tiêu chuẩn                                                                     | Rainbow – Phiên bản tiêu chuẩn | Rainbow – Phiên bản tiêu chuẩn |
| STT                            | Nhan đề                                                                | Sáng tác                                                                                           | Sản xuất                       | Thời lượng                     |
| ------------------------------ | ---------------------------------------------------------------------- | -------------------------------------------------------------------------------------------------- | ------------------------------ | ------------------------------ |
| 1.                             | "Heartbreaker" (hợp tác với Jay-Z)                                     | Mariah Carey Shawn Carter Shirley Elliston Lincoln Chase Narada Michael Walden Jeffrey Cohen       | Carey DJ Clue Ken Ifill        | 4:46                           |
| 2.                             | "Can't Take That Away (Mariah's Theme)"                                | Carey Diane Warren                                                                                 | Carey Jimmy Jam Terry Lewis    | 4:33                           |
| 3.                             | "Bliss"                                                                | Carey James Harris III Lewis James Wright                                                          | Carey Jam Lewis Wright [a]     | 5:44                           |
| 4.                             | "How Much" (hợp tác với Usher)                                         | Carey Bryan-Michael Cox Jermaine Dupri Tupac Shakur Darryl Harper Tyrone Wrice Ricky Rouse         | Carey Dupri Cox [a]            | 3:31                           |
| 5.                             | "After Tonight"                                                        | Carey Warren David Foster                                                                          | Carey Foster                   | 4:16                           |
| 6.                             | "X-Girlfriend"                                                         | Carey Kandi Kevin Briggs                                                                           | Carey Briggs                   | 3:58                           |
| 7.                             | "Heartbreaker (Remix)" (hợp tác với Da Brat, Missy Elliott và DJ Clue) | Carey Da Brat Missy Elliott Ricardo Brown Snoop Dogg Warren Griffin III Andre Young Nathaniel Hale | Carey DJ Clue Ifill            | 4:32                           |
| 8.                             | "Vulnerability (Interlude)"                                            | Carey                                                                                              |                                | 1:12                           |
| 9.                             | "Against All Odds (Take a Look at Me Now)"                             | Phil Collins                                                                                       | Carey Jam Lewis                | 3:25                           |
| 10.                            | "Crybaby" (hợp tác với Snoop Dogg)                                     | Carey Howie Hersh Dogg Trey Lorenz Timothy Gatlin Gene Griffin Aaron Hall III Teddy Riley          | Carey Damizza                  | 5:20                           |
| 11.                            | "Did I Do That?"                                                       | Carey Craig Bazile Tracey Waples Joseph Smokey Johnson Wardell Joseph Quezergue                    | Carey Bazile Master P          | 4:16                           |
| 12.                            | "Petals"                                                               | Carey Harris Lewis Wright                                                                          | Carey Jam Lewis                | 4:23                           |
| 13.                            | "Rainbow (Interlude)"                                                  | Carey Harris Lewis                                                                                 | Carey Jam Lewis                | 1:32                           |
| 14.                            | "Thank God I Found You" (hợp tác với Joe và 98°)                       | Carey Harris Lewis                                                                                 | Carey Jam Lewis                | 4:17                           |

| Rainbow – Phiên bản tại Pháp (bản nhạc bổ sung) | Rainbow – Phiên bản tại Pháp (bản nhạc bổ sung)           | Rainbow – Phiên bản tại Pháp (bản nhạc bổ sung) | Rainbow – Phiên bản tại Pháp (bản nhạc bổ sung) | Rainbow – Phiên bản tại Pháp (bản nhạc bổ sung) |
| STT                                             | Nhan đề                                                   | Sáng tác                                        | Sản xuất                                        | Thời lượng                                      |
| ----------------------------------------------- | --------------------------------------------------------- | ----------------------------------------------- | ----------------------------------------------- | ----------------------------------------------- |
| 15.                                             | "Theme from Mahogany (Do You Know Where You're Going To)" | Michael Masser Gerald Goffin                    | Carey Stevie Jordan Mike Mason                  | 3:47                                            |

| Rainbow – Phiên bản tái phát hành năm 2000 (bản nhạc bổ sung) | Rainbow – Phiên bản tái phát hành năm 2000 (bản nhạc bổ sung)     | Rainbow – Phiên bản tái phát hành năm 2000 (bản nhạc bổ sung) | Rainbow – Phiên bản tái phát hành năm 2000 (bản nhạc bổ sung) | Rainbow – Phiên bản tái phát hành năm 2000 (bản nhạc bổ sung) |
| STT                                                           | Nhan đề                                                           | Sáng tác                                                      | Sản xuất                                                      | Thời lượng                                                    |
| ------------------------------------------------------------- | ----------------------------------------------------------------- | ------------------------------------------------------------- | ------------------------------------------------------------- | ------------------------------------------------------------- |
| 15.                                                           | "Against All Odds (Take a Look at Me Now)" (hợp tác với Westlife) | Collins                                                       | Carey Steve Mac                                               | 3:25                                                          |

| Rainbow – Phiên bản LP mở rộng Kỷ niệm 25 năm (bản nhạc bổ sung) | Rainbow – Phiên bản LP mở rộng Kỷ niệm 25 năm (bản nhạc bổ sung)       | Rainbow – Phiên bản LP mở rộng Kỷ niệm 25 năm (bản nhạc bổ sung) | Rainbow – Phiên bản LP mở rộng Kỷ niệm 25 năm (bản nhạc bổ sung) | Rainbow – Phiên bản LP mở rộng Kỷ niệm 25 năm (bản nhạc bổ sung) |
| STT                                                              | Nhan đề                                                                | Sáng tác                                                         | Sản xuất                                                         | Thời lượng                                                       |
| ---------------------------------------------------------------- | ---------------------------------------------------------------------- | ---------------------------------------------------------------- | ---------------------------------------------------------------- | ---------------------------------------------------------------- |
| 15.                                                              | "Rainbow's End"                                                        | Carey David Morales Harris Wright Lewis                          | Carey Morales                                                    | 3:40                                                             |
| 16.                                                              | "Thank God I Found You (Make It Last Remix)" (hợp tác với Joe và Nas)  | Carey Harris Lewis Riley Keith Sweat                             | DJ Clue Duro                                                     | 5:08                                                             |
| 17.                                                              | "Against All Odds (Take a Look at Me Now)" (hợp tác với Westlife)      | Collins                                                          | Carey Mac                                                        | 3:20                                                             |
| 18.                                                              | "How Much (So So Def Remix)" (hợp tác với Usher)                       | Carey Cox Dupri Shakur Harper Wrice Rouse                        | Carey Dupri                                                      | 3:28                                                             |
| 19.                                                              | "Can't Take That Away (Mariah's Theme) – Trực tiếp tại VH1 Divas 2000" | Carey Warren                                                     |                                                                  | 4:35                                                             |
| 20.                                                              | "Love Hangover/Heartbreaker – Trực tiếp tại VH1 Divas 2000"            | Carey Cohen Chase Carter Ellis Pam Sawyer Marilyn McLeod         |                                                                  | 5:14                                                             |

| Rainbow – Phiên bản nhạc số mở rộng Kỷ niệm 25 năm (bản nhạc bổ sung) | Rainbow – Phiên bản nhạc số mở rộng Kỷ niệm 25 năm (bản nhạc bổ sung)        | Rainbow – Phiên bản nhạc số mở rộng Kỷ niệm 25 năm (bản nhạc bổ sung) | Rainbow – Phiên bản nhạc số mở rộng Kỷ niệm 25 năm (bản nhạc bổ sung) | Rainbow – Phiên bản nhạc số mở rộng Kỷ niệm 25 năm (bản nhạc bổ sung) |
| STT                                                                   | Nhan đề                                                                      | Sáng tác                                                              | Sản xuất                                                              | Thời lượng                                                            |
| --------------------------------------------------------------------- | ---------------------------------------------------------------------------- | --------------------------------------------------------------------- | --------------------------------------------------------------------- | --------------------------------------------------------------------- |
| 15.                                                                   | "Rainbow's End"                                                              | Carey David Morales Harris Wright Lewis                               | Carey Morales                                                         | 3:40                                                                  |
| 16.                                                                   | "How Much (So So Def Remix)" (hợp tác với Usher)                             | Carey Cox Dupri Shakur Harper Wrice Rouse                             | Carey Dupri                                                           | 3:28                                                                  |
| 17.                                                                   | "Thank God I Found You (Make It Last Remix)" (hợp tác với Joe và Nas)        | Carey Harris Lewis Riley Keith Sweat                                  | DJ Clue Duro                                                          | 5:08                                                                  |
| 18.                                                                   | "Against All Odds (Take a Look at Me Now)" (hợp tác với Westlife)            | Collins                                                               | Carey Mac                                                             | 3:20                                                                  |
| 19.                                                                   | "There for Me"                                                               | Carey Foster Warren                                                   | Carey Foster                                                          | 4:14                                                                  |
| 20.                                                                   | "Thank God I Found You" (phiên bản chỉ có Mariah)                            | Carey Harris Lewis                                                    | Carey Lewis Jam                                                       | 4:16                                                                  |
| 21.                                                                   | "Love Hangover/Heartbreaker – Trực tiếp tại VH1 Divas 2000"                  | Carey Cohen Chase Carter Ellis Pam Sawyer Marilyn McLeod              |                                                                       | 5:14                                                                  |
| 22.                                                                   | "Can't Take That Away (Mariah's Theme) – Trực tiếp tại VH1 Divas 2000"       | Carey Warren                                                          |                                                                       | 4:35                                                                  |
| 23.                                                                   | "Bliss" (Acapella)                                                           | Carey Harris Lewis                                                    | Carey Lewis Jam                                                       | 5:27                                                                  |
| 24.                                                                   | "There for Me" (Acapella)                                                    | Carey Foster Warren                                                   | Carey Foster                                                          | 3:49                                                                  |
| 25.                                                                   | "Heartbreaker/If You Should Ever Be Lonely" (Junior's Heartbreaker Club Mix) | Carey Val Young Frederick Jenkins                                     | Carey Junior Vasquez                                                  | 10:17                                                                 |
| 26.                                                                   | "Can't Take That Away (Mariah's Theme)" (Morales Revival Triumphant Mix)     | Carey Morales Warren                                                  | Morales                                                               | 10:25                                                                 |
| 27.                                                                   | "Against All Odds (Take a Look at Me Now)" (Pound Boys Main Mix)             | Collins                                                               | Carey Lewis Jam                                                       | 8:55                                                                  |
| 28.                                                                   | "Rainbow's End" (Extended Mix)                                               | Carey Morales Harris Wright Lewis                                     | Carey Morales                                                         | 6:19                                                                  |

Ghi chú
- ^[a]  nghĩa là đồng sản xuất
- "Heartbreaker" chứa đoạn nhạc mẫu "Attack of the Name Game" (1982) của Stacy Lattisaw.
- "How Much" chứa đoạn nhạc mẫu "Me và My Girlfriend" (1996) của Makaveli.
- "Heartbreaker (Remix)" chứa đoạn nhạc mẫu "Ain't No Fun (If the Homies Can't Have None)" (1993) của Snoop Dogg.
- "Crybaby" chứa đoạn nhạc mẫu "Piece of My Love" (1988) của Guy và "Georgy Porgy" (1978) của Toto.
- "Did I Do That?" chứa đoạn nhạc mẫu "It Ain't My Fault 2" (1998) của Silkk the Shocker.

## Xếp hạng
| Bảng xếp hạng (1999–2000)                | Vị trí cao nhất |
| ---------------------------------------- | --------------- |
| Album Úc (ARIA)                          | 4               |
| Album Áo (Ö3 Austria)                    | 4               |
| Album Bỉ (Ultratop Vlaanderen)           | 14              |
| Album Bỉ (Ultratop Wallonie)             | 5               |
| Album Canada (Billboard)                 | 2               |
| Album Canada R&B (SoundScan)             | 1               |
| Album Đan Mạch (Hitlisten)               | 27              |
| Album Hà Lan (Album Top 100)             | 4               |
| Album Châu Âu (Music & Media)            | 1               |
| Album Phần Lan (Suomen virallinen lista) | 32              |
| Album Pháp (SNEP)                        | 1               |
| Album Đức (Offizielle Top 100)           | 3               |
| Album Hy Lạp (IFPI)                      | 1               |
| Album Hungaria (MAHASZ)                  | 34              |
| Album Iceland (Tónlist)                  | 29              |
| Album Ireland (IRMA)                     | 65              |
| Album Ý (FIMI)                           | 10              |
| Album Nhật Bản (Oricon)                  | 2               |
| Album Malaysia (RIM)                     | 3               |
| Album New Zealand (RMNZ)                 | 11              |
| Album Na Uy (VG-lista)                   | 11              |
| Album Scotland (OCC)                     | 55              |
| Album Singapore (SPVA)                   | 3               |
| Album Tây Ban Nha (PROMUSICAE)           | 7               |
| Album Thụy Điển (Sverigetopplistan)      | 15              |
| Album Thụy Sĩ (Schweizer Hitparade)      | 2               |
| Album Anh Quốc (OCC)                     | 8               |
| Album Anh Quốc Dance (OCC)               | 1               |
| Album Anh Quốc R&B (OCC)                 | 2               |
| Album Hoa Kỳ Billboard 200               | 2               |
| Album Hoa Kỳ Top R&B/Hip-Hop (Billboard) | 2               |

| Bảng xếp hạng (2024)                    | Vị trí cao nhất |
| --------------------------------------- | --------------- |
| Album Tây Ban Nha Đĩa than (PROMUSICAE) | 26              |
| Album Anh Quốc Digital (OCC)            | 79              |
| Album Anh Quốc R&B (OCC)                | 10              |
| Album Hoa Kỳ Vinyl (Billboard)          | 21              |

| Bảng xếp hạng (2000)  | Vị trí cao nhất |
| --------------------- | --------------- |
| Album Hàn Quốc (RIAK) | 19              |

| Bảng xếp hạng (1999)                      | Vị trí |
| ----------------------------------------- | ------ |
| Album Úc (ARIA)                           | 71     |
| Album Bỉ (Ultratop Flanders)              | 85     |
| Album Bỉ (Ultratop Wallonia)              | 48     |
| Album Canada (RPM)                        | 58     |
| Album Hà Lan (MegaCharts)                 | 97     |
| Album Châu Âu (Music & Media)             | 55     |
| Album Pháp (SNEP)                         | 25     |
| Album Đức (Offizielle Top 100)            | 90     |
| Album Ý (Hit Parade Italia)               | 65     |
| Album Nhật Bản (Oricon)                   | 62     |
| Album Anh Quốc (OCC)                      | 86     |
| Hoa Kỳ Billboard 200                      | 157    |
| Bảng xếp hạng (2000)                      | Vị trí |
| Album Bỉ (Ultratop Flanders)              | 89     |
| Album Bỉ (Ultratop Wallonia)              | 51     |
| Album Pháp (SNEP)                         | 67     |
| Album Thụy Sĩ (Schweizer Hitparade)       | 98     |
| Hoa Kỳ Billboard 200                      | 31     |
| Hoa Kỳ Top R&B/Hip-Hop Albums (Billboard) | 48     |

## Chứng nhận
| Quốc gia                                                                           | Chứng nhận  | Số đơn vị/doanh số chứng nhận |
| ---------------------------------------------------------------------------------- | ----------- | ----------------------------- |
| Argentina (CAPIF)                                                                  | Vàng        | 30.000^                       |
| Úc (ARIA)                                                                          | Vàng        | 35.000^                       |
| Bỉ (BEA)                                                                           | Vàng        | 25.000*                       |
| Brasil (Pro-Música Brasil)                                                         | Bạch kim    | 300,000                       |
| Canada (Music Canada)                                                              | 2× Bạch kim | 300,000                       |
| Pháp (SNEP)                                                                        | Bạch kim    | 300.000*                      |
| Đức (BVMI)                                                                         | Bạch kim    | 500.000^                      |
| Hồng Kông (IFPI Hồng Kông)                                                         | Bạch kim    | 20.000*                       |
| Nhật Bản (RIAJ)                                                                    | 4× Bạch kim | 800.000^                      |
| Hà Lan (NVPI)                                                                      | Vàng        | 50.000^                       |
| New Zealand (RMNZ)                                                                 | Bạch kim    | 15.000^                       |
| Hàn Quốc (KMCA)                                                                    | —           | 87,159                        |
| Tây Ban Nha (PROMUSICAE)                                                           | Bạch kim    | 100.000^                      |
| Thụy Sĩ (IFPI)                                                                     | Vàng        | 25.000^                       |
| Anh Quốc (BPI)                                                                     | Vàng        | 100.000^                      |
| Hoa Kỳ (RIAA)                                                                      | 3× Bạch kim | 3,443,000                     |
| Tổng hợp                                                                           |             |                               |
| Châu Âu (IFPI)                                                                     | Bạch kim    | 1.000.000*                    |
| Toàn cầu                                                                           | —           | 8,000,000                     |
| * Chứng nhận dựa theo doanh số tiêu thụ. ^ Chứng nhận dựa theo doanh số nhập hàng. |             |                               |